# Tarentisme

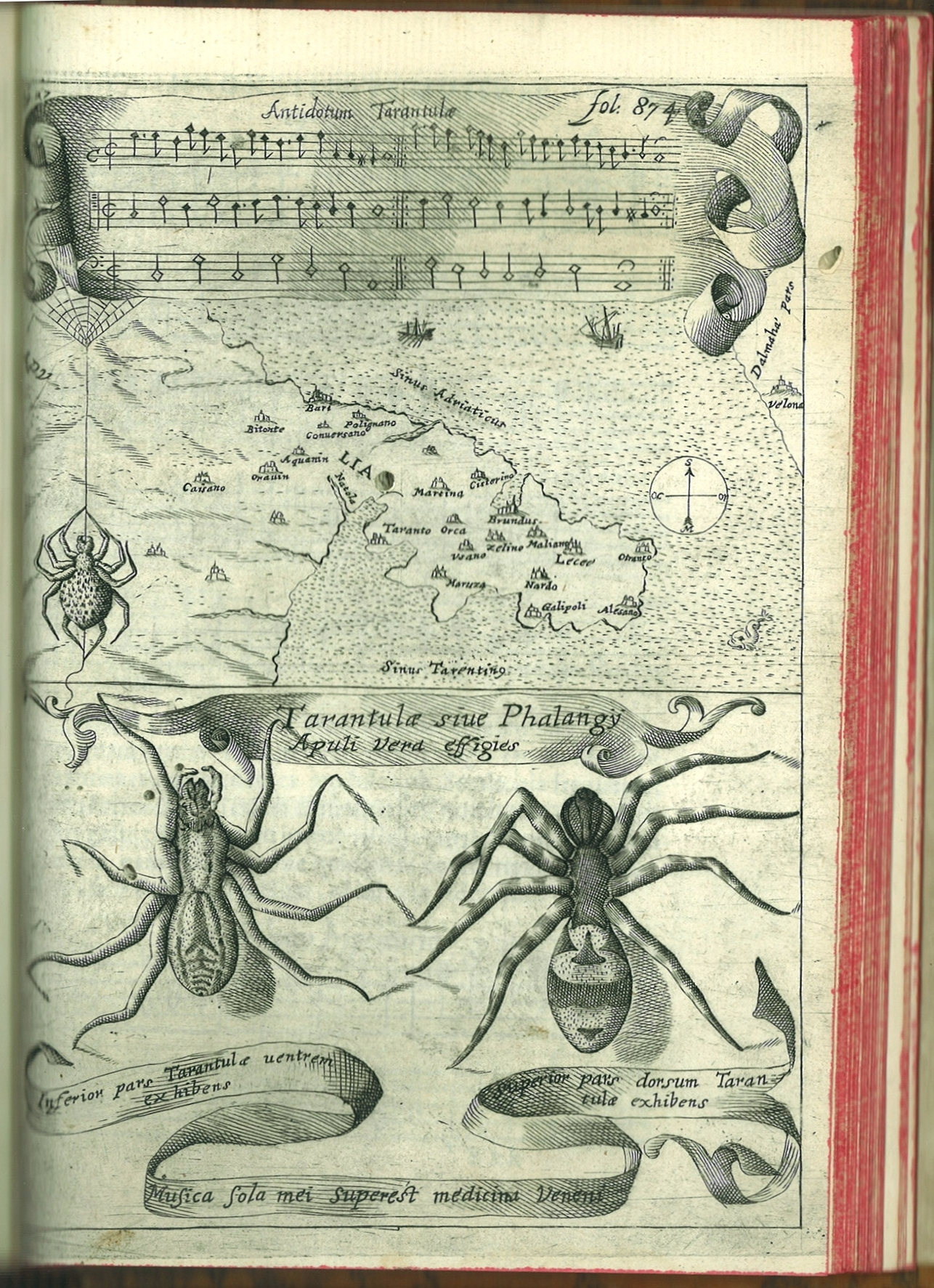
llustrazione tratta dal volume 'Magnes: sive de Ars Magnetica'. Athanasius Kircher, 1643, Roma.

Avec le mot tarentisme (en italien tarantismo ou tarantolismo) on indique une technique chorégraphique et musicale dédiée à la catharsis de crise psychique, connue dans toute l’Italie méridionale jusqu’en Espagne. Le terme désigne précisément une pathologie, qui est présente seulement dans un contexte culturel déterminé, donc elle fait partie des syndromes liés à la culture.
Dans le passé, a été considérée comme une forme d’hystérie, où le terme désignait des manifestations idiopathiques de nature inconnue. Par extension, avec le mot tarentisme on se réfère aussi au phénomène culturel et thérapeutique qui en constitue le contexte, présent historiquement dans le sud de l'Italie, en Sardaigne, en Corse et en Espagne.
Le tarentisme était considéré au Moyen Âge comme une maladie qui sévissait près de la ville de Tarente (d’où, selon certaines interprétations, dérive le nom) et dans la région des Pouilles ainsi que dans les autres régions du Sud de l'Italie (Campanie, Calabre, Sicile, Basilicate, Sardaigne etc.) On soignait la morsure d'une araignée, la « tarentule », par un rituel, qui prévoyait la danse de la tarentelle, que le tarentisme est également venu à désigner,.
On trouvait des pratiques similaires en Andalousie et en Sardaigne où le rituel est appelé argia.

« La morsure de la tarentule fixe l’homme dans son propos, c’est-à-dire dans la disposition d’esprit où il se trouvait quand il a été mordu »

— Léonard de Vinci

## Étymologie
Dans la langue italienne, le diminutif et/ou dialectal de tarantola est taranta, et le lemme tarantella, et tarantismo sont ses dérivés. L’origine est incertaine, selon les théories les plus accréditées à la formation de la parole « tarentule » a concouru le nom de la ville de Tarente, fondée en 706 a. C. par des Spartiates exilés qui l’ont dédiée à Τάρας, fils de Poséidon et de la nymphe Satyria. Vers 123 av. J.-C., une partie de la ville est occupée par les Romains, Tàras devient Tarentum

## Le phénomène
Le phénomène du tarentisme est inscrit dans un système idéologique complexe et ancien, éteint dans ses formes historiquement rapportées et de toute façon plus attesté depuis de nombreuses années.
Le tarentisme, qui se manifestait surtout dans les mois d’été, était constitué de symptômes de malaise général, tels que des états de prostration, dépression, mélancolie, cadres neuropsychologiques comme catatonie ou délires, douleurs abdominales, musculaires ou fatigue.

## L'araignée tarentule
La tarentule ("Lycosa tarantula"), que la tradition associait à la maladie, est une araignée de grande taille dont la morsure, bien que douloureuse, est pratiquement inoffensive, et dont le poison est incapable de provoquer aucun des effets associés au trouble. Il a donc été supposé qu’une cause possible pourrait être une autre araignée, la malmignatte (Latrodectus tredecimguttatus) ou veuve noire méditerranéenne, un animal de petite taille dont la morsure, bien que quasiment indolore, est très dangereuse puisqu'elle est la cause du syndrome neurotoxique connu sous le nom de latrodectisme.

## Tarentelle et exorcisme

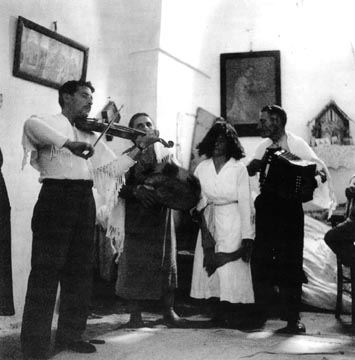
Luigi Stifani, Salvatora Marzo, Pasquale Zizzani, pendant l’exorcisme d’une tarantata.

Généralement, l'ensemble de la communauté villageoise était impliquée dans le processus de guérison du tarentule[réf. nécessaire]. La guérison n'était que de courte durée, car chaque année à la date de la piqûre de la tarentelle, la personne rechutait. La morsure de tarentule était censée provoquer une profonde léthargie parfois accompagnée de chutes catatoniques. Ces troubles ne pouvaient être soignés que par une intense agitation. Cette agitation était obtenue puis canalisée par une musique et une danse effrénées, écrite dans une mesure 6/8 : la tarentelle ou pizzica tarantata. Cette danse pouvait se prolonger pendant des heures, parfois des jours, et plusieurs instrumentistes jouaient en continu pour ne pas interrompre le flux musical[réf. nécessaire]. Les deux instruments majeurs étaient un tambourin pour la rythmique et un violon pour la ligne mélodique. Mais beaucoup d'autres instruments ont été utilisés : guitare, harpe, bombarde, lyre, accordéon…

## L'enquête: la terre du remords
Ernesto De Martino mène la première enquête anthropologique en équipe sur le phénomène dans la région des Pouilles.
Selon Ernesto De Martino, « la période de formation du tarentisme apulien se situe approximativement entre le IXe siècle et le XIVe siècle, c'est-à-dire entre l'apogée de l'expansion musulmane en Méditerranée et le retour offensif de l'Occident », même si ce n'est qu'avec Giogio Baglivi qu'on en trouve la première trace écrite, très rapidement suivie par une recension dans le traité de danse de Louis de Cahusac. Son rapport à la transe semble indiquer un lien avec les danses des Bacchanales, cortèges en l'honneur de Dionysos qui célébraient sa renaissance au printemps. Pour Friedrich Nietzsche, une telle équivalence est toutefois abusive : dans Ainsi parlait Zarathoustra, le philosophe et philologue attribue la tarentelle à l'esprit chrétien de remords, et lui oppose l'exubérance des danses grecques dionysiaques : « Zarathoustra n’est pas un tourbillon et une trombe ; et s’il est danseur, ce n’est pas un danseur de tarentelle. »
Cette tradition légitimait des chorégraphies extrêmement suggestives, dans une région où les prescriptions de l'Église contre toute forme de danse étaient très sévères. La plupart du temps la personne tarentule reprenait les mouvements de l'araignée : renversée en arrière la personne marchait sur ses mains, le dos courbé et se balançait comme suspendue à sa toile.[réf. nécessaire].

## Postérité
La tradition du tarentisme a en quelque sorte survécu jusqu’à nos jours avec la messe-exorcisme du 29 juin dans l’église Saint-Paul de Galatina. Cependant, les moments de participation collective ont progressivement disparu et le nombre de personnes qui se rendent à l’église pour y donner lieu au rituel diminue de plus en plus. Le contexte dans lequel se déroule le rituel a radicalement changé.